# Monika Lipinska (botánica)
Monika Lipińska (1992) es una botánica, exploradora, y curadora polaca, que se desempeña en el Departamento de Botánica, Taxonomía Vegetal y Conservación de la Naturaleza, de la Universidad de Gdansk, Polonia. Es especialista en la taxonomía de las orquídeas.

## Algunas publicaciones
- dariusz lucjan Szlachetko, monika Lipinska. 2015. Two new species of the genus Inti (Orchi-daceae-Vandoideae-Maxillariinae) from Colombia and Ecuador. Phyton (Horn, Austria) 55 (2): 313 – 320, con 5 figuras.

- --------------------------------, -------------------. 2014. Pseudocymbidium dodsonii (Orchidaceae, Maxillariinae), a new species from Ecuador.  WULFENIA 22: 235 - 238.

### Libros
- FREDY L. ARCHILA MORALES / VINCENZO BERTOLINI / GUY CHIRON / DARIUSZ L. SZLACHETKO / MONIKA LIPINSKA / KATARZYNA MYSTKOWSKA. 2018. ORCHID GENERA AND SPECIES IN GUATEMALA. KOELTZ BOTANICAL BOOKS. 724 pp. ISBN  978-3-946583-19-6

- La abreviatura «Lipińska» se emplea para indicar a Monika Lipinska como autoridad en la descripción y clasificación científica de los vegetales.[4]
- La abreviatura «Lipinska» se emplea para indicar a Monika Lipinska como autoridad en la descripción y clasificación científica de los vegetales.[5]